# Escritura mexica
La escritura mexica fue el sistema de escritura de la lengua náhuatl usado por la civilización azteca, basada en silabarios, rebuses, pictogramas e ideogramas de la tradición mesoamericana de las culturas del centro del actual México en los periodos Epiclásico y del Posclásico mesoamericano. Se creía que su uso era reservado para las élites, sin embargo los códices topográficos y los catecismos tempranos coloniales, de desciframiento reciente, eran utilizados por tlacuilos (escribas), macehuallis (campesinos), pochtecas (comerciantes), etc.
Popularmente se cree que ningún amoxtli mexica auténtico sobrevivió a la Conquista, debido a que la mayoría de los amoxtlis existentes son reproducciones, versiones censuradas, modificadas, o completamente realizadas por autoridades eclesiásticas españolas. Estos documentos generalmente no presentan un sistema gráfico abstracto como la mayoría de los códices prehispánicos sino exhiben ilustraciones de estilo europeo medieval. Estos escritos generalmente exaltan cualidades negativas solo reportadas por reportes coloniales (sacrificio, canibalismo, etc) donde estos documentos contienen descripciones en latín, español o náhuatl. Sin embargo también su contenido trata de la tecnología, medicina y botánica de los mexicas, aunque mayoritariamente sin descripciones o solo en náhuatl. No obstante, existen amoxtlis que por su estilo, temas y manufactura sugieren una elaboración original sin influencia hispana. Estos amoxtlis generalmente contienen glifos silábicos y signos ideográficos, acompañados de ilustraciones, donde los temas incluidos no coinciden o inclusive contradicen la mayoría de las crónicas coloniales, reforzando la posibilidad de ser amoxtlis auténticos.
Estudios recientes demuestran el uso de un silabario en la escritura mexica, similar a la escritura epi-olmeca y parecida a la escritura maya el cual permitía la expresión literaria sin la necesidad de ideogramas o ilustraciones, evidencia de este sistema se encuentra disperso en diversas obras. Otra línea de investigación ha encontrado un sistema con base en ideogramas simplificados, el cual funciona de manera independiente a ilustraciones, evidencia de este sistema se encuentra en los catecismos testerianos. Antiguamente se atribuía la autoría de estos documentos a las autoridades eclesiásticas coloniales, sin embargo esta escritura refleja cualidades culturales exclusivas a los mesoamericanos, e inclusive contiene veneraciones ocultas a las deidades mexicas.

## Historia
Al igual que en Mesopotamia, China y Egipto, Mesoamérica es uno de los lugares donde el desarrollo de la escritura tuvo lugar de manera independiente. La escritura de los pueblos mesoamericanos combinan logogramas con elementos silábicos, a los que usualmente se suele calificar de escritura jeroglífica. Las investigaciones arqueológicas han documentado la existencia de menos de una decena de diferentes sistemas precolombinos de escritura en Mesoamérica. La evidencia más antigua de escritura en América proviene del Bloque de Cascajal, con una antigüedad estimada de 3000 años (900 a. C.), escrita en glifos olmecas, aunque tanto la lengua en que fue escrita como su contenido son dudosos.

### Interacción entre náhuatl y maya
Dado que la escritura maya es fonética y con un amplio silabario y cientos de logogramas formalizados, se sospechaba la interacción entre el náhuatl y el maya clásico pudiera revelar una estructura similar en la escritura mexica. Aunque que ambas lenguas no están cercanamente relacionadas, se tiene amplia evidencia que las comunidades avanzadas de Mesoamérica estaban en contacto al menos desde el Clásico Temprano. En el caso particular de la interacción lingüística de la escritura náhuatl con el maya se estima que el contacto empezó desde al menos desde el Periodo Postclásico tardío.

### Destrucción y prohibición de la escritura mexica
La escritura mexica pasó por un proceso de desaparición por parte de las autoridades eclesiásticas y gubernamentales coloniales, esto con la ayuda de los habitantes locales los cuales eran adoctrinados en la cultura española. Los evangelizadores catalogaban a la escritura mexica como una creación del demonio y consideraban los símbolos ideográficos silábicos como caracteres intangibles. La Antigua Biblioteca de Texcoco, la cual de acuerdo a diversas fuentes contemporáneas, contenía un acervo literario, técnico e histórico mayor a la Antigua Biblioteca de Tenochtitlan. Estos edificios fueron destruidos durante el gobierno colonial bajo las órdenes del religioso Juan de Zumárraga, quien en forma similar a Diego de Landa quien destruyó los códices mayas en el Auto de fe de Maní, también recopiló los documentos mexicas para ser incinerados.

...viendo en los códices figuras del mal y para quitar la idolatría al pueblo, se apoderaron de los archivos de Tenochtitlan y Tlatelolco, incendiando  con ellos una hoguera del tamaño de un monte que ardería por espacio de ocho días.
Ignacio Rayón Diccionario universal de historia y geografía. Vol. 5. México

.

porque en la ciudad de Tezcuco estaban los archivos reales de todas las cosas referidas, por haber sido la metrópoli de todas las ciencias, usos y buenas costumbres, porque los reyes que fueron de ella se preciaron de esto y fueron los legisladores de este nuevo mundo; y de lo que escapó de los incendios y calamidades referidas, que guardaron mis mayores, vino a mis manos, de donde he sacado y traducido la historia que prometo [escribir]...
 Fernando de Alva Ixtlilxóchitl, Historia Chichimeca

.
El proceso de censura y desaparición de las culturas mesoamericanas se prolongó hasta la Independencia de México donde en las décadas que siguieron a la Conquista de México comenzaron procesos inquisitoriales intensivos. Generalmente los procesos eran realizados en contra de autoridades mesoamericanas iniciadas por el gobierno colonial, teniendo por resultado la ejecución del acusado y la expropiación de sus bienes, donde generalmente se daba como prueba de cultos paganos la posesión de figuras, artículos y documentos escritos.

Entre la barbaridad de estas naciones se hallaron muchos libros a su modo, en hojas o telas de especiales cortezas de árboles [...] y las curtían y aderezaban a modo de pergaminos [...]donde todas sus historias escribían con unos caracteres tan abreviados, que [en] una sola hoja plana expresaban lugar, sitio, provincia, año, mes y día [...] y para esto a los hijos de los señores a los que escogían para el sacerdocio enseñaban, e instruían desde su niñez haciéndoles decorar aquellos caracteres y tomar de memoria las historias y de estos mesmos instrumentos he tenido en mis manos, y oídolos explicar a algunos viejos con bastante admiración, y solían poner estos papeles, o como tablas de cosmografía pegados a lo largo en las salas de los señores, por grandeza y vanidad, preciándose de tratar en sus juntas y visitas de aquellas materias.
 Francisco de Burgoa, Los registros históricos mesoamericanos

.

### Desciframiento de la escritura mexica
El desciframiento comenzó con los estudios realizados por Zelia Nuttall a finales del siglo XIX usando los documentos sobrevivientes de la región de Texcoco, como el Códice Vergara, el cual tiene elevados niveles de fonetismo. Estos documentos exhiben el más intenso y sistemático uso fonético de grafemas de todo el “corpus” de los amoxtlis mesoamericanos. Popularmente se creía que los mesoamericanos carecían de lenguaje escrito y que los ejemplos de escritura eran efecto de la influencia hispana, sin embargo estudios posteriores afirman una creación independiente y auténtica local de un sistema de escritura.

Desciframiento de la escritura mexica
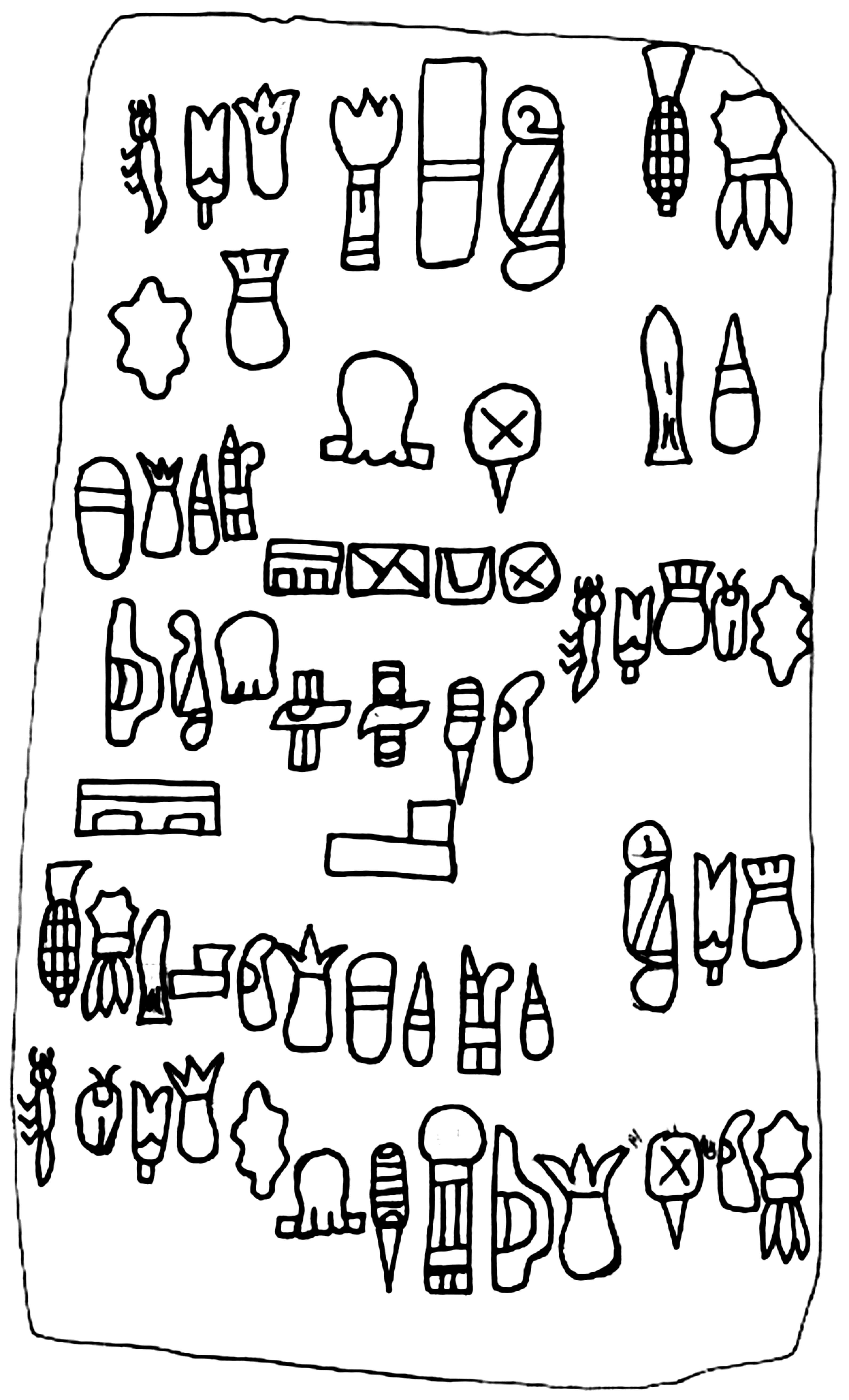
Bloque de Cascajal, escultura con la evidencia de escritura logográfica más antigua de América, hace 3000 años.
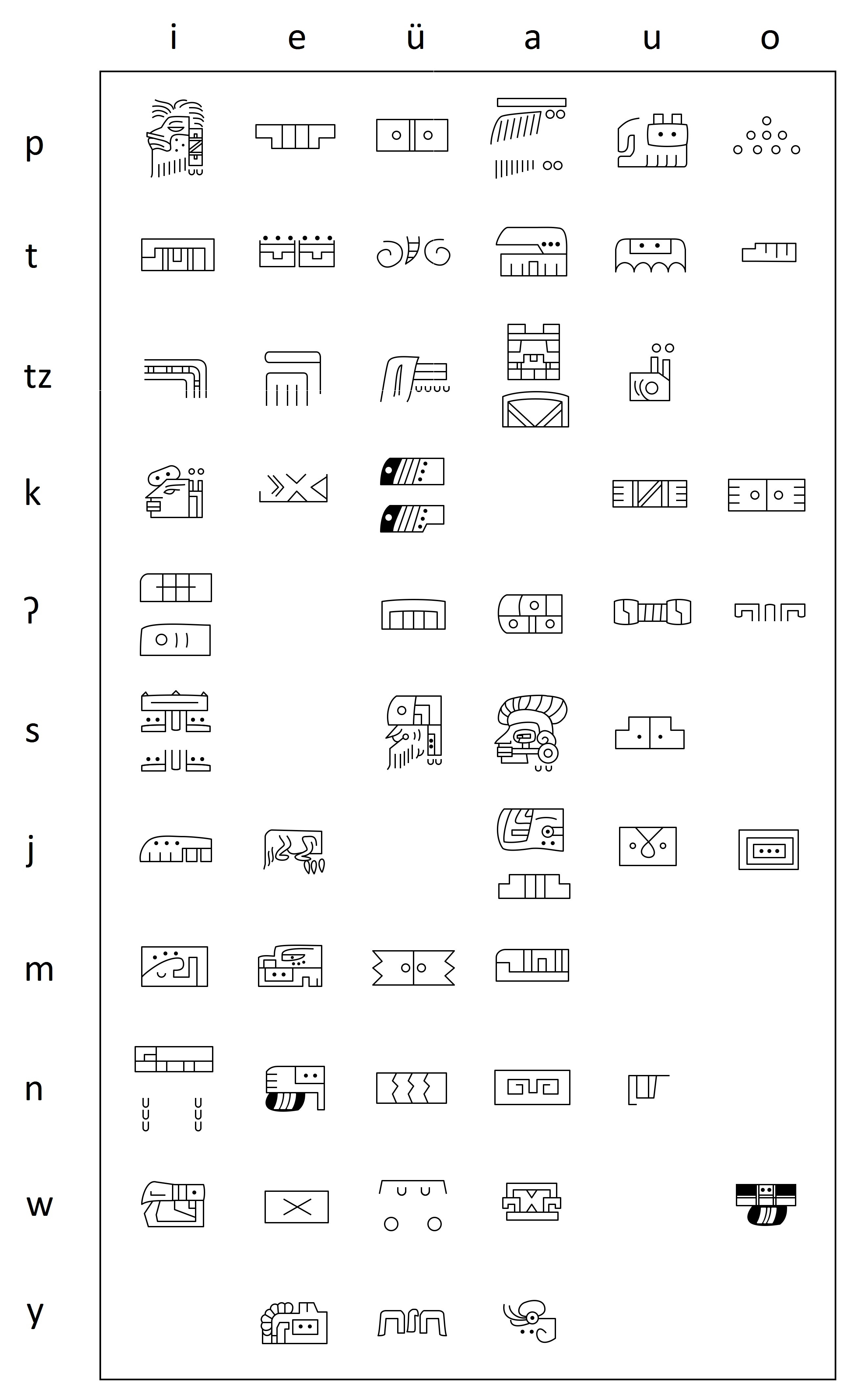
Silabario Epi-olmeca de acuerdo a Kaufman y Justeson 1996, sistema de escritura más antiguo (500 a.C. hasta el 500 d.C.) descubierto en el centro de México.
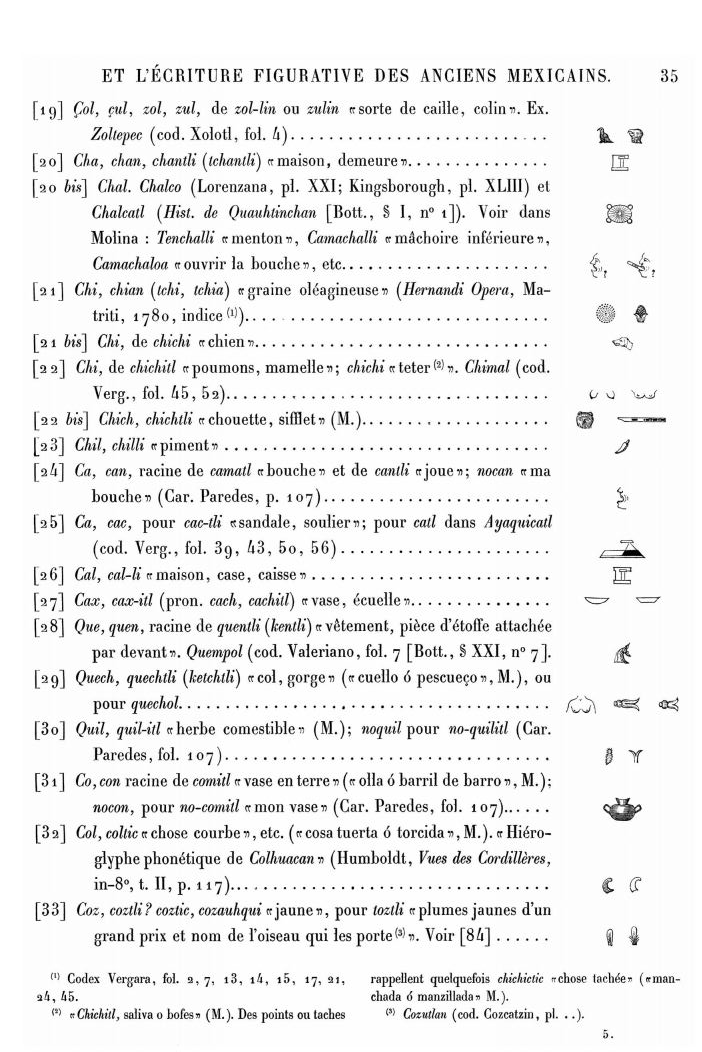
Lista de signos mexicas recopilada por J. Aubin en 1885
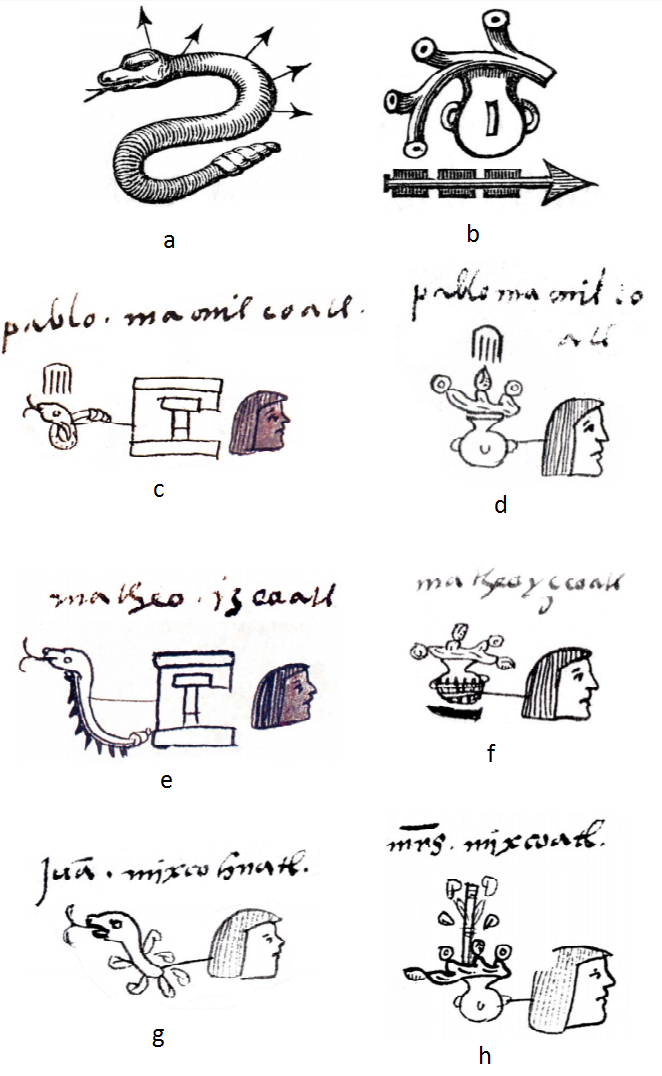
Escritura logográfica y fonética de la palabra serpiente "coatl". a y b descritos por Aubin 1885. c-h descritos por el Códice Santa María Asunción
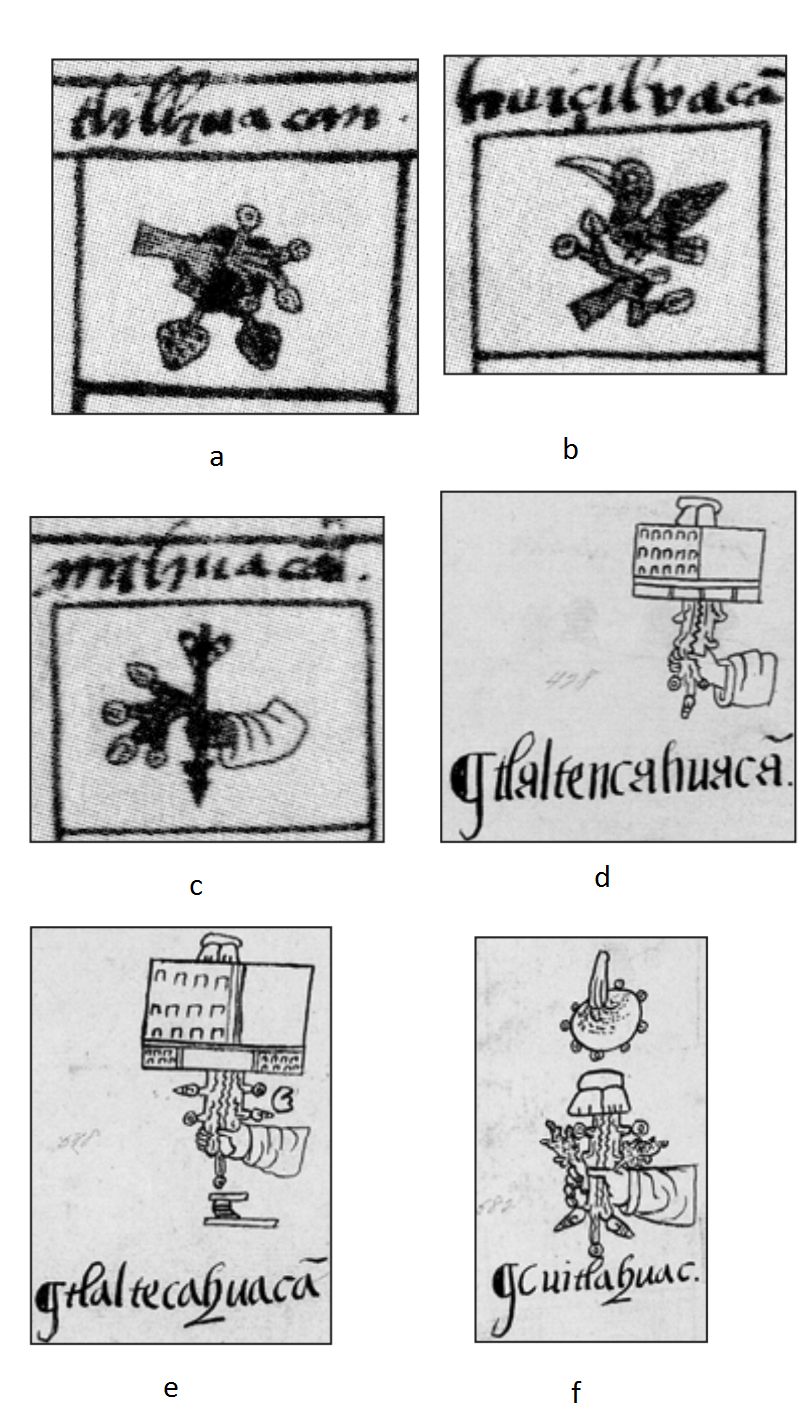
Logograma de la mano sujetante "huaca". a-c Memorial de los Indios de Tepetlaoztoc. d-f Códice Santa María Asunción

## Materiales utilizados para la escritura mexica
Al igual que otros pueblos del Posclásico mesoamericano, los mexicas emplearon el papel amate o la piel de venado como soporte para la elaboración de sus amoxtli, documentos literarios, económicos y religiosos. El sistema de escritura de los mexicas está fuertemente emparentado al de los mixtecos, tanto en el estilo de representación como en los materiales utilizados. De acuerdo con algunas fuentes, la escritura mexica era heredera de la tradición de Teotihuacán,.

### Papel amate

Réplica del Códice Féjervary-Mayer

La literatura mexica se registraba en amoxtlis en piel de venado, papel de maguey, papel de palma (izótl) o papel amate. El papel amate se utilizaba de manera extensiva con fines religiosos y comerciales (superficie de escritura, artículos rituales, documentos de transacciones económicas, registros de inventarios, etc). Entre los documentos más conocidos hechos con papel amate se encuentra el Códice Dresde, el Códice Fejérváry-Mayer y el Códice Borgia. Comúnmente se cree que el papel amate es de color café con una superficie rugosa e irregular producto de una manufactura moderna y diferente a la prehispánica, la cual originalmente utilizaba un proceso de refinación y blanqueamiento no existente en las versiones actuales. La coloración amarillenta en los amoxtlis existentes se debe a la degradación de las fibras naturales durante siglos y la mala conservación de los códices
El papel amate era un producto ampliamente utilizado por los mesoamericanos, el cual era fabricado en diversas formas, tamaños y colores, donde en los amoxtlis dichas hojas llegaban a medir 10 metros de largo. El papel se utilizaba en las ceremonias religiosas, quemándose como ofrendas o recortándose para decorar altares, personas o estandartes bélicos. En el primer mes mexica las casas de los habitantes eran decoradas con banderas hechas de papel. El papel también se utilizaba como envoltura para la venta de copal. El consumo de papel amate en Tenochtitlan era en grandes cantidades, siendo fabricado localmente o recogido como tributo de otras regiones, registros históricos refieren que uno de los mayores productores de papel en Mesoamérica, Ixtacamaxtitlán, generaba 160 mil hojas de papel amate al año como tributo.

## Tipos de escritura descubiertos

### Escritura logosilábica
La existencia de logográmas y signos silábicos han sido documentados desde la conquista y recientemente el aspecto fonético de un sistema de escritura ha sido descubierto, aunque muchos de los caracteres silábicos ya habían sido documentados desde el siglo XVI por Bartolomé de las Casas y analizados al menos desde 1888 por Zelia Nuttall y Aubin en 1885. Hay símbolos convencionales para las sílabas y logogramas los cuales actúan como símbolos de palabras o en referencia a su rebus. La escritura logosilábica aparece en objetos pintados, como en el caso de los códices y así como en esculturas, como en el caso de la Piedra de Tízoc

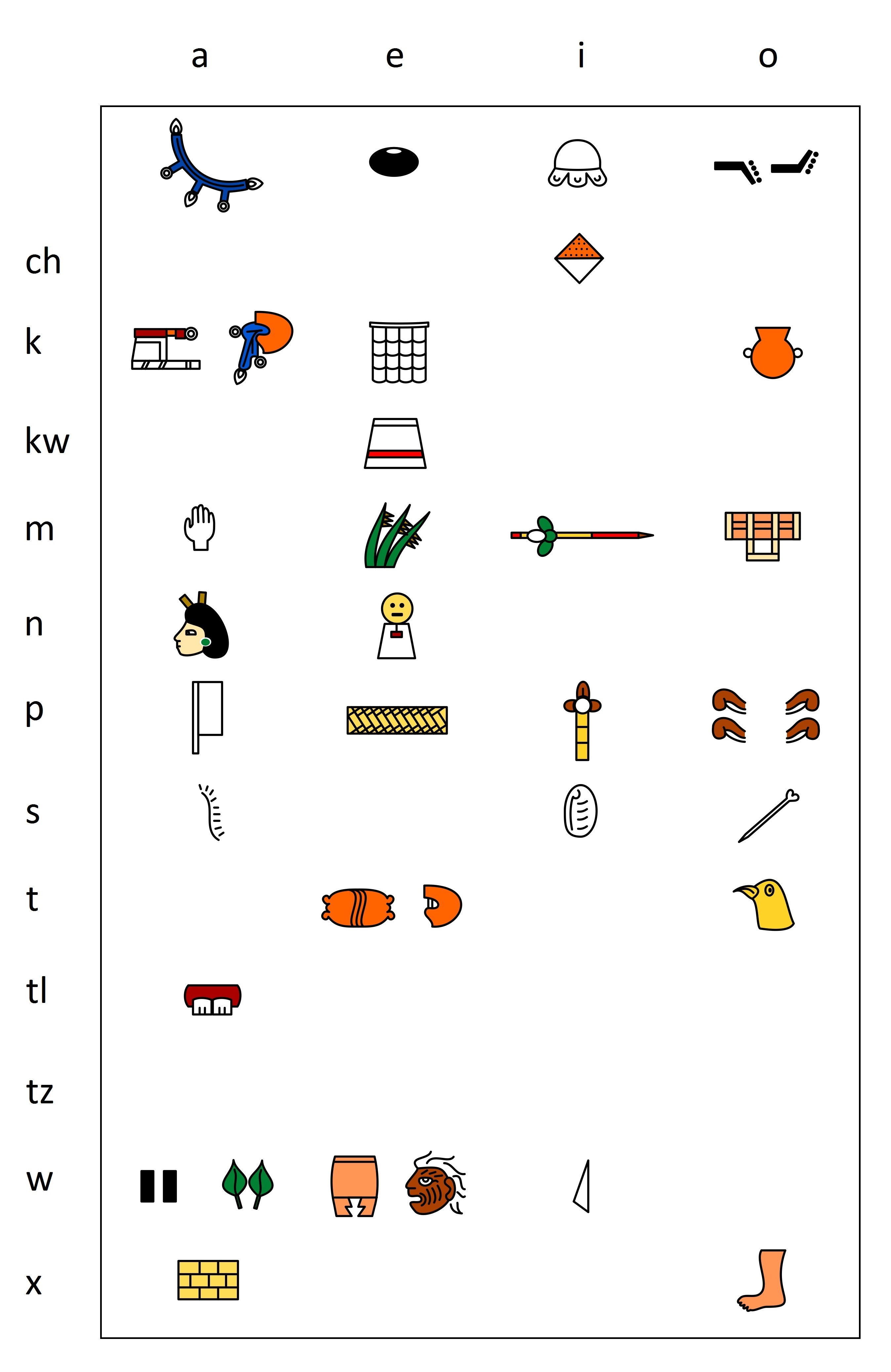
Silabario Mexica en el Alfabeto Fonético Internacional de acuerdo a Lacadena y Wichmann 2004

### Escritura ideográfica
Los catecismos testerianos o catecismos tasterianos también conocidos son documentos utilizados en la evangelización en la Nueva España que se caracterizan por explicar los preceptos de la doctrina católica a través de imágenes basadas en convenciones indígenas previas a la Conquista de México e incorporando algunas veces escritura occidental en español y otras lenguas. Deben su nombre a Jacobo de Testera (o Jacobo de Tastera), religioso que recopiló catecismos de este tipo de sus autores indígenas.

### Traducción tentativa de un fragmento testeriano

Códice Testeriano 1524
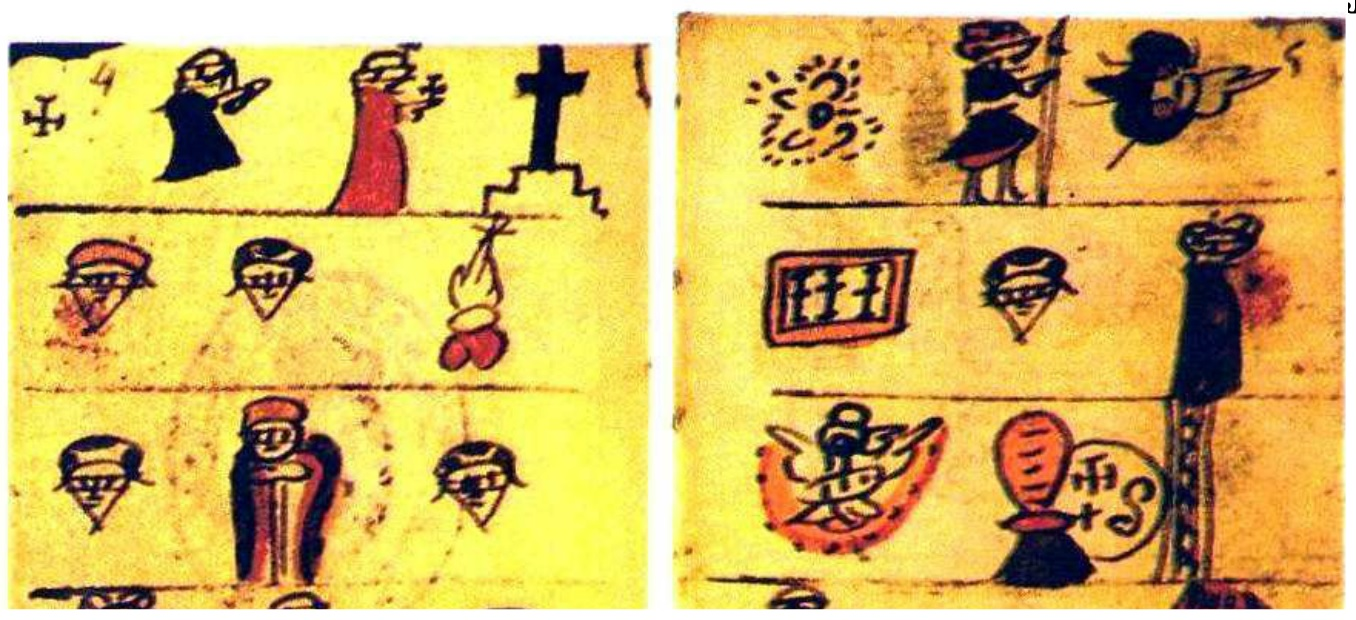
Catecismo testeriano ubicado en la Biblioteca Nacional de Madrid. A primera vista se observan rostros sin relación aparente, y símbolos cristianos comunes: triple I de Jesucristo, un dios coronado, un ángel, la paloma del Espíritu santo y el símbolo IHS.
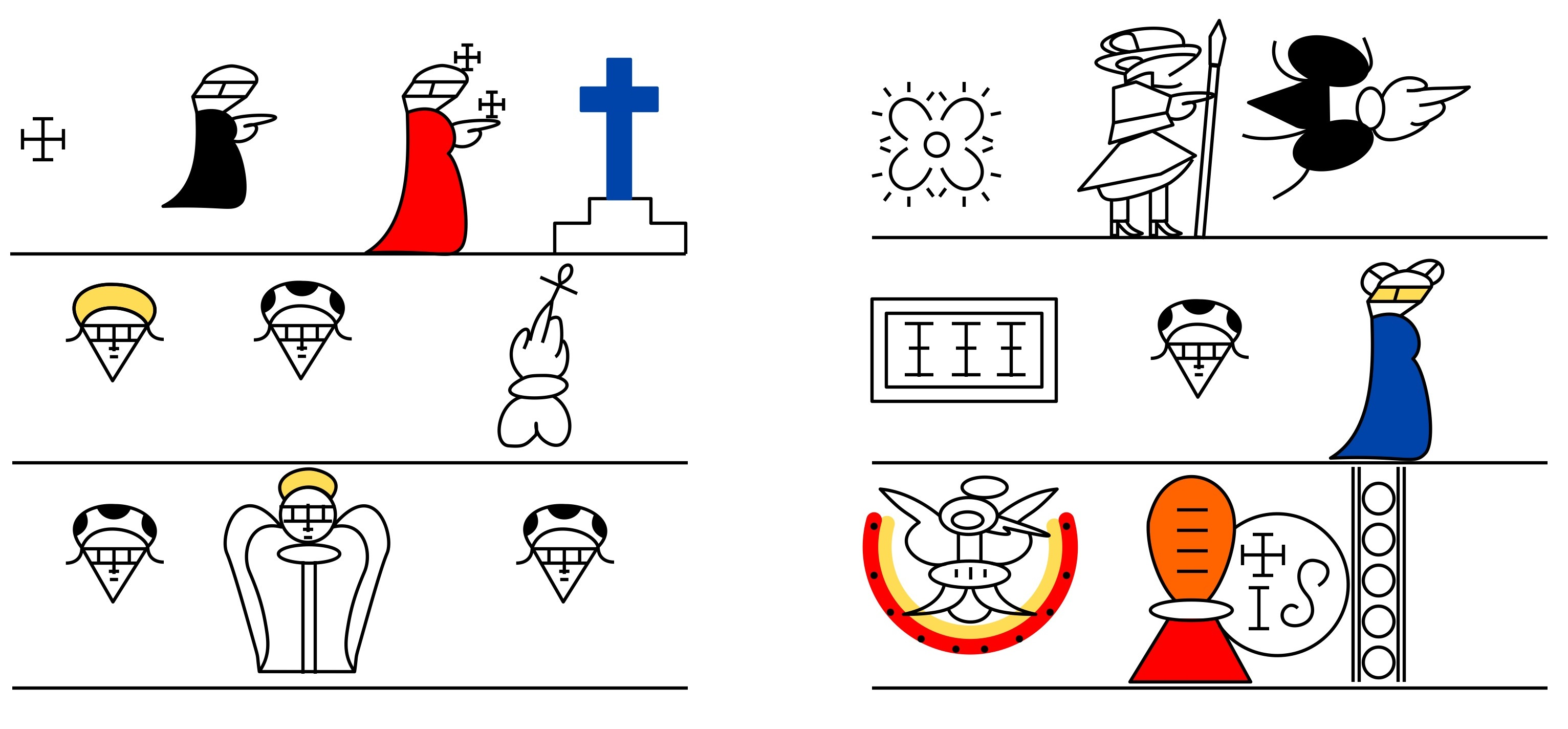
En la inscripción se detectan simbolismos mesoamericanos. Los rostros lenticulares tienen rizos asociados a venus y el color de cabello rubio se relaciona a Xipe Totec, los objetos negros en los rostros a Tezcatlipoca. Tezcatlipoca es también representado por el sujeto azul siendo el dios padre cristiano, Quetzalcóatl por el sujeto con vista al frente y Huitzilopochtli por el colibrí con iridiscencias del glifo tépetl.

Aquí se encuentra la cruz que nos ponemos en la frente, con la señal de la  cruz azul rey que es el color de Tlalocanteuhtli y que está sobre nuestras plataformas escalonadas (templos). Que estamos en contra de nuestros enemigos, los soldados españoles que enarbolan picas, sácanos de la cueva con tu mano blanca. Oh Xipe Totec, del cabello dorado y Tezcatlipoca aquí esta la señal de la triple I escrita en amate y sobre un petate exigiendo tributo. Oh Tezcatilipoca respetable padre de todos y de corona blanca. Oh Tezcatlipoca príncipe de todos (Quetzalcóatl). Oh Tezcatlipoca colibrí (Huitzilopochtli) con quimilolli (ofrenda) frente la hostia con las letras IHS

.

### Ejemplares de estilo testeriano

Códice Testeriano 1524
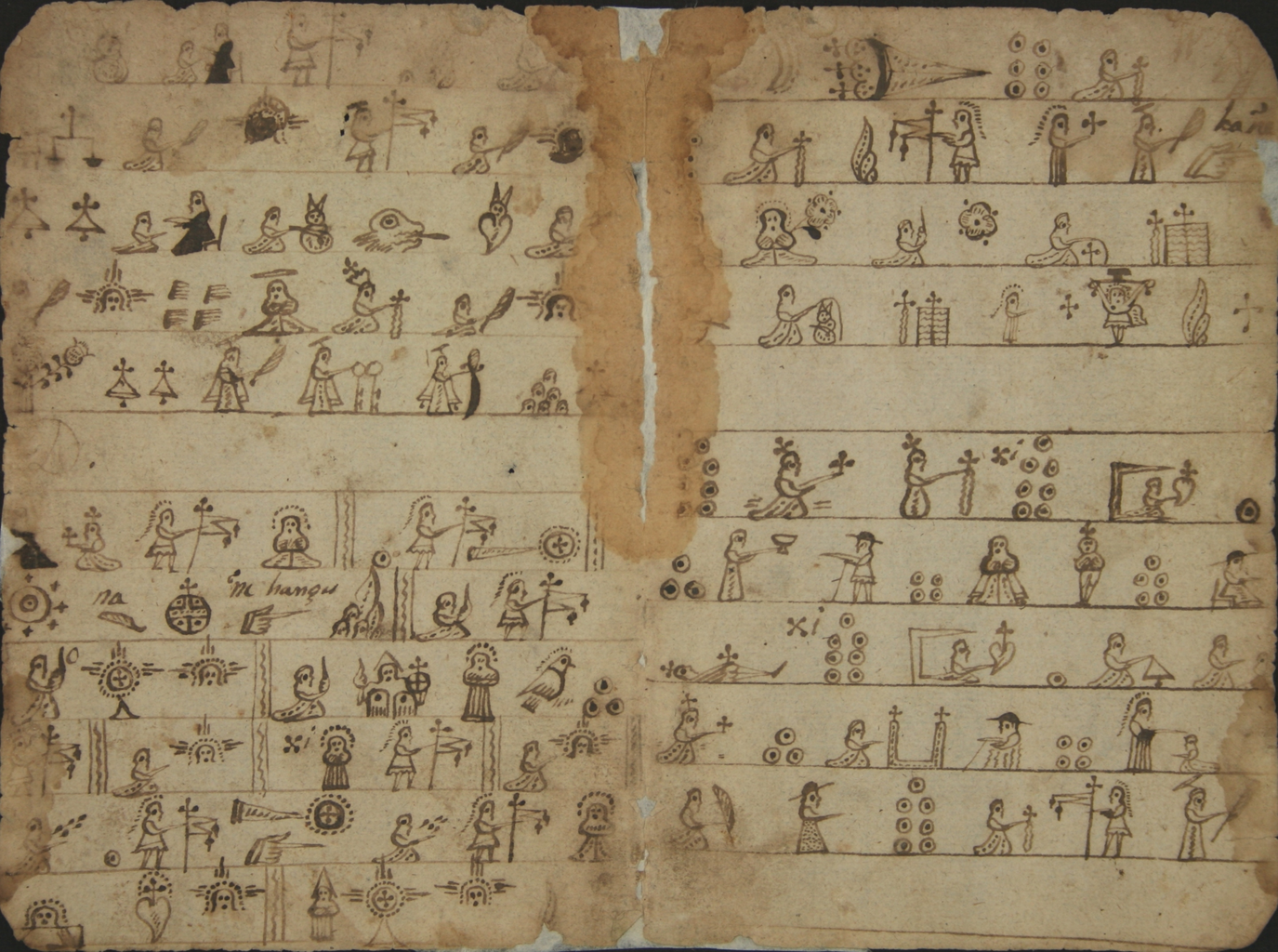
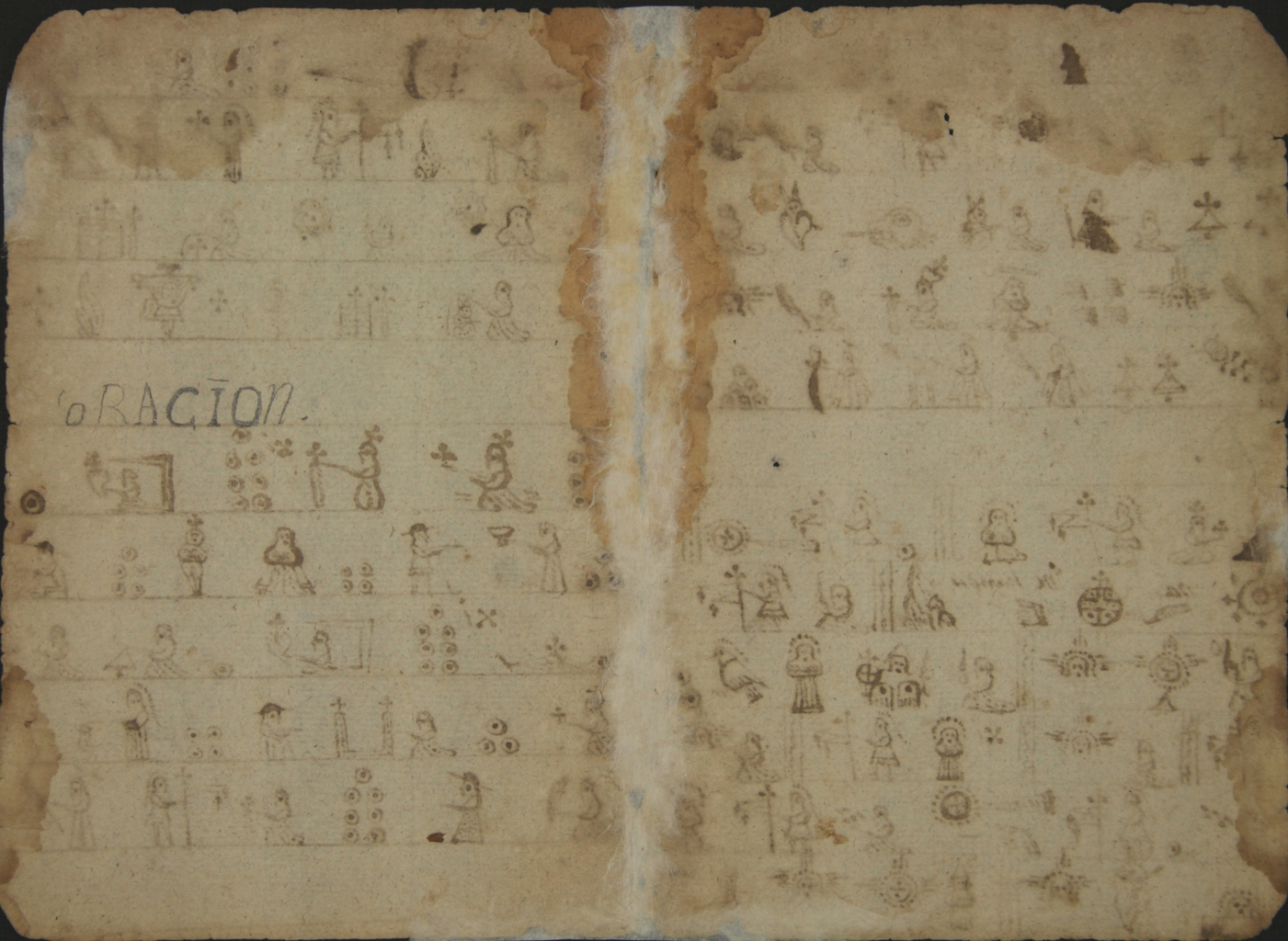
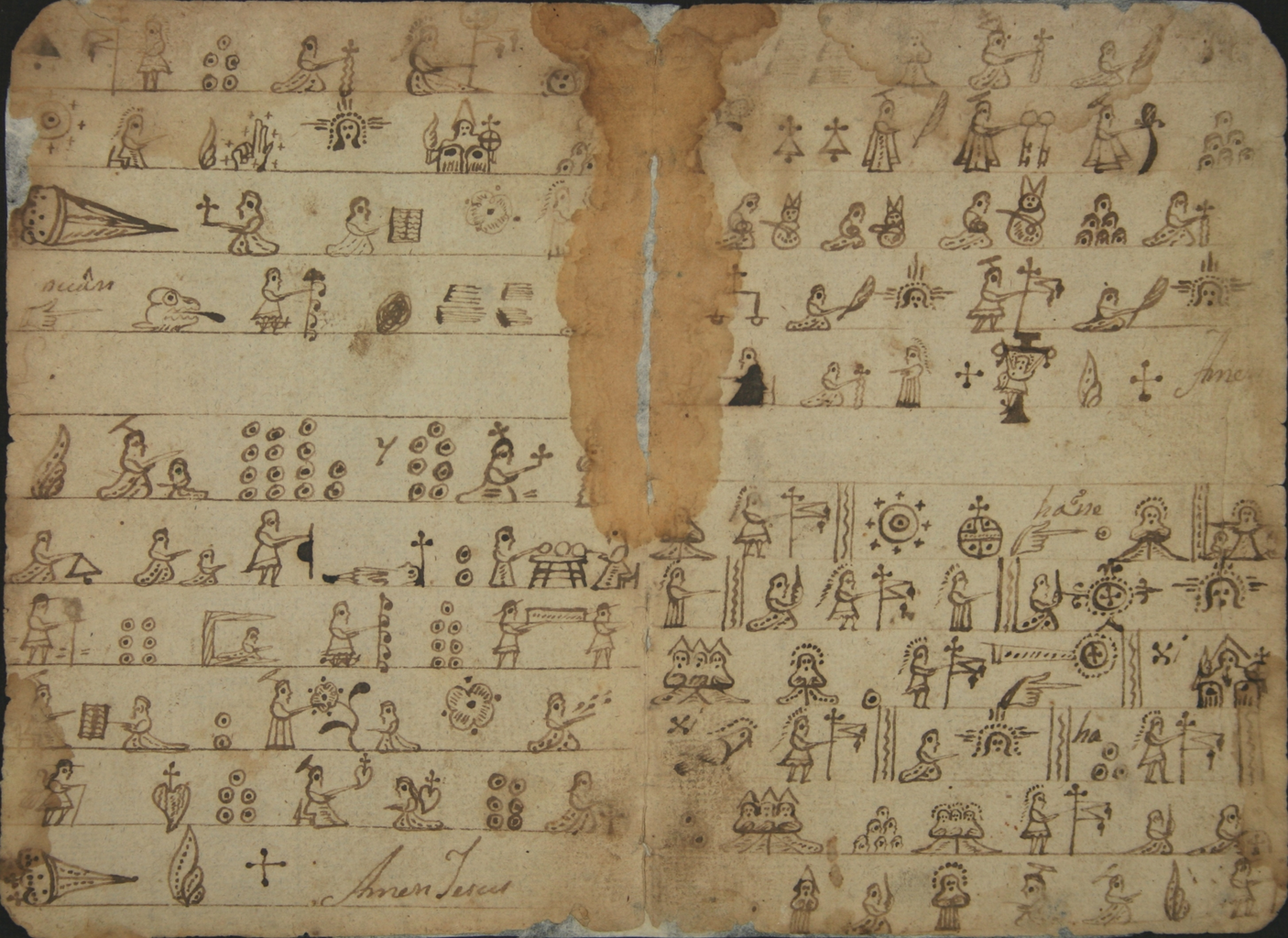
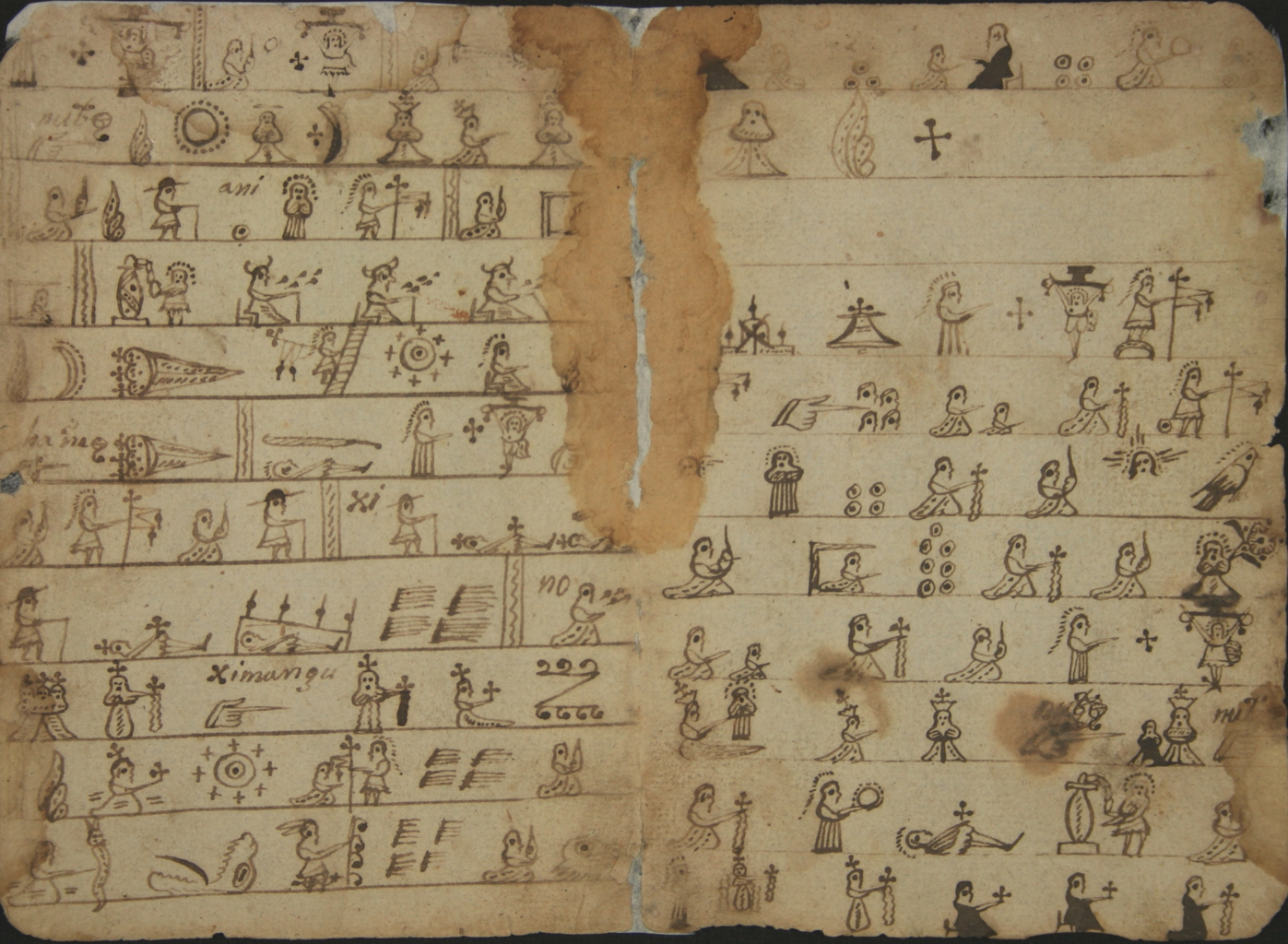
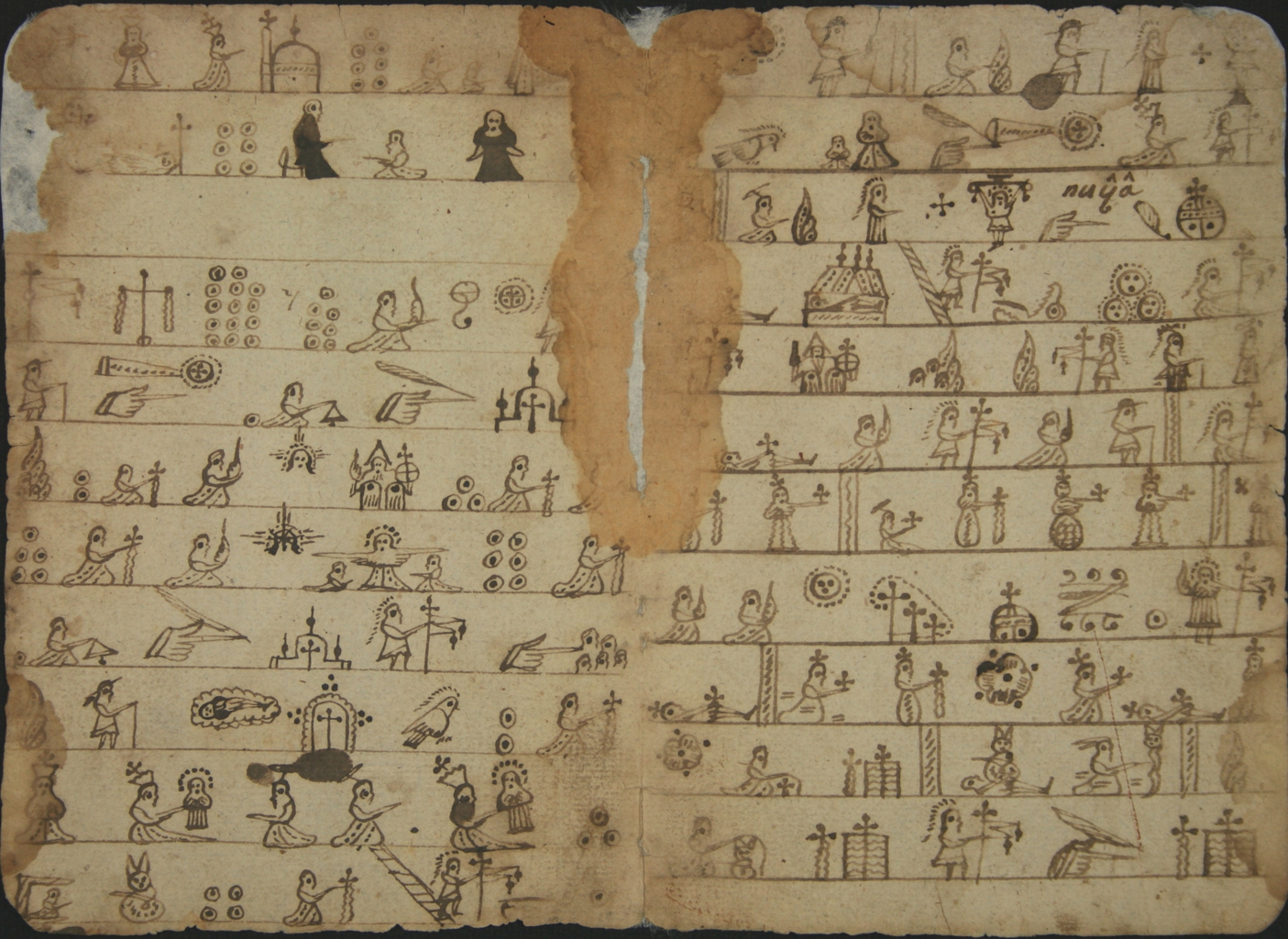
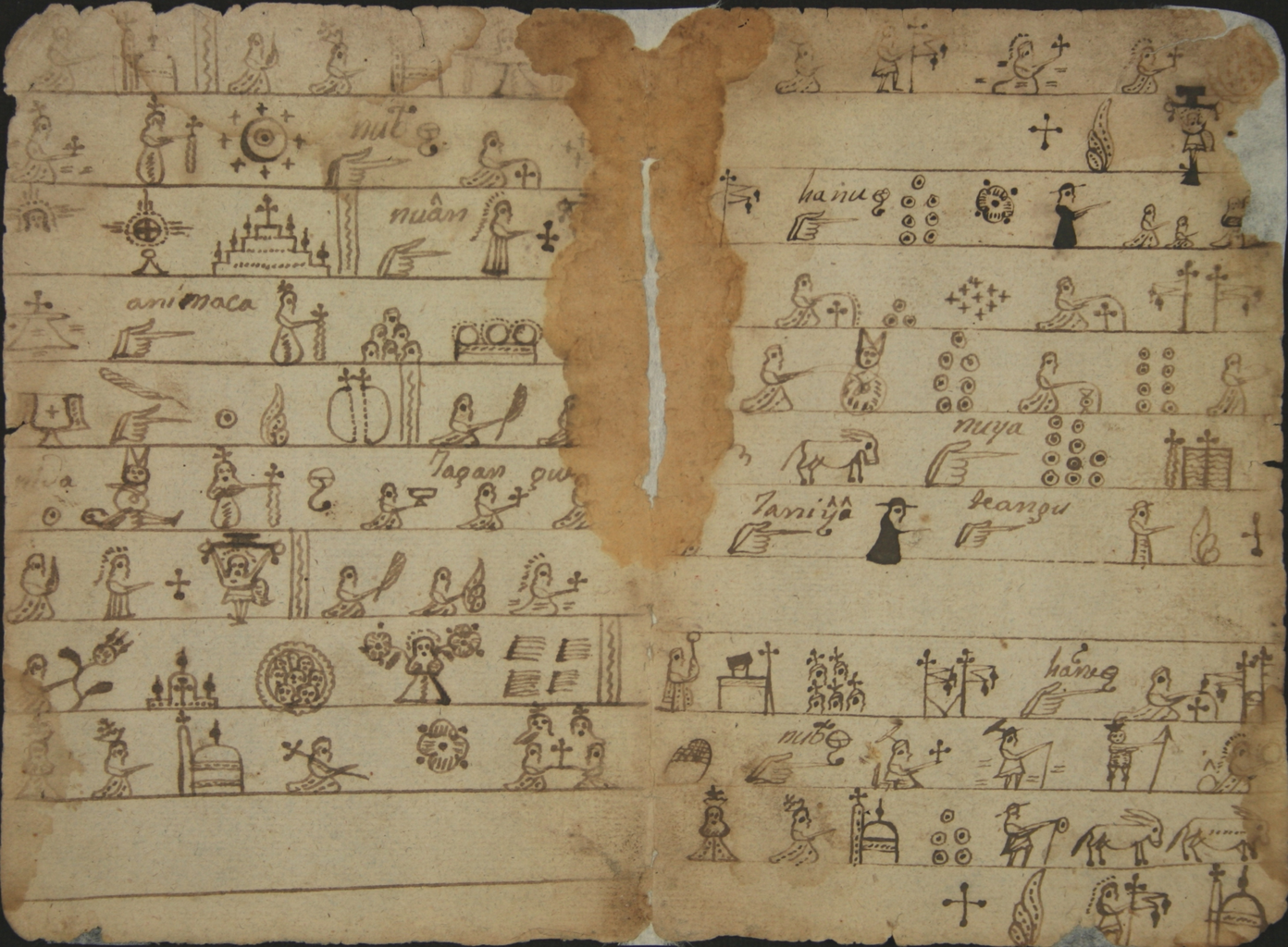
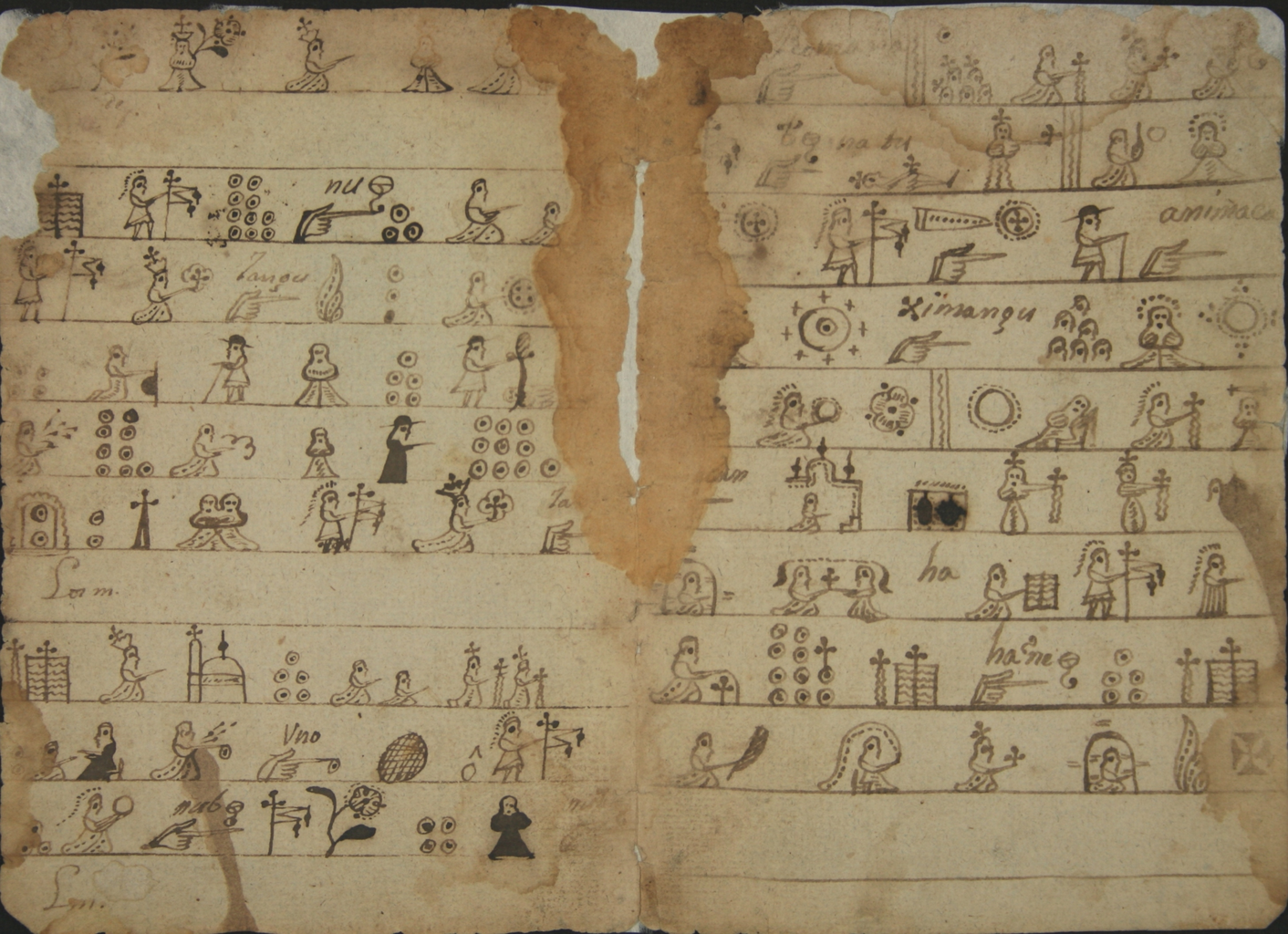
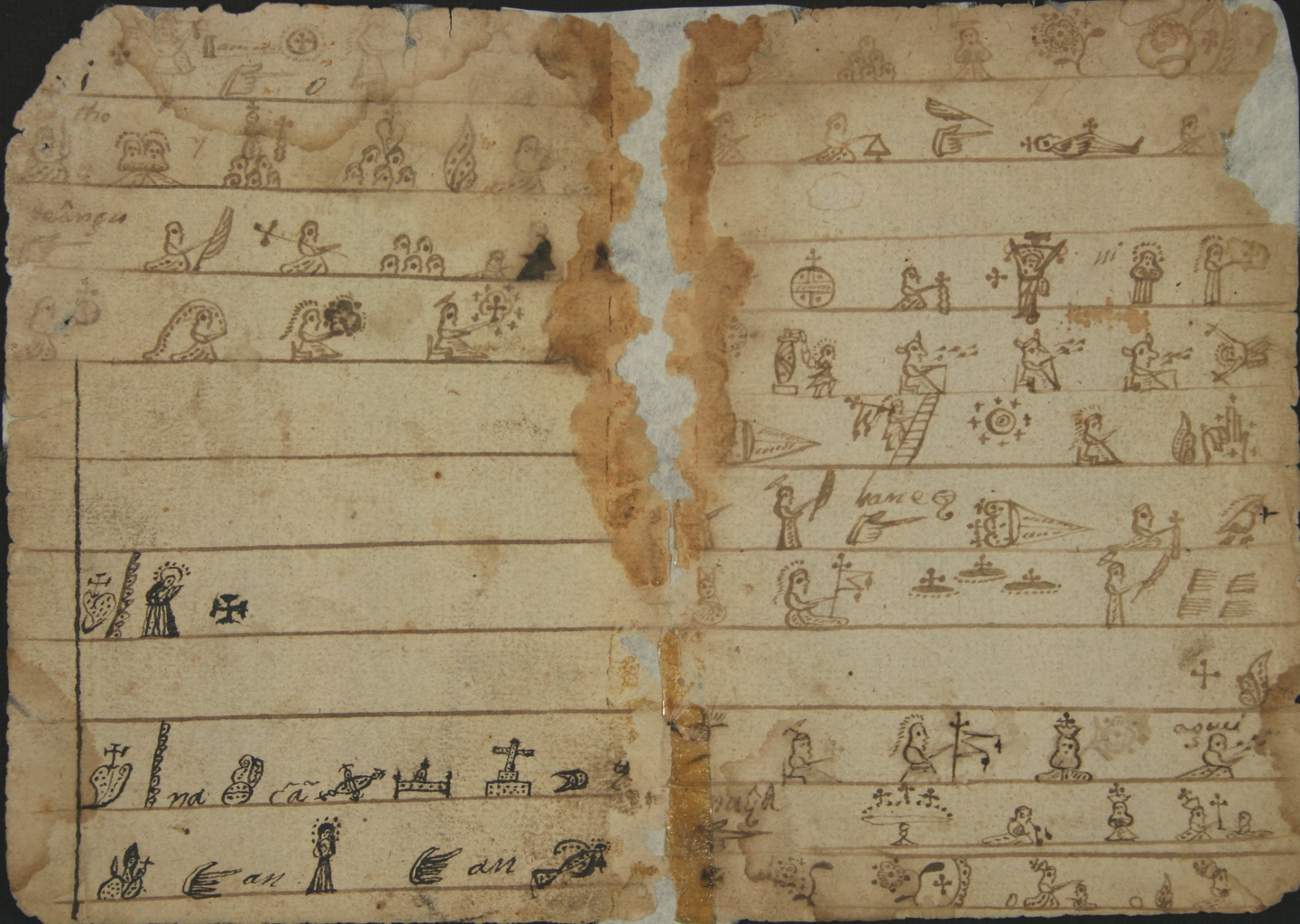

## Escritura de números

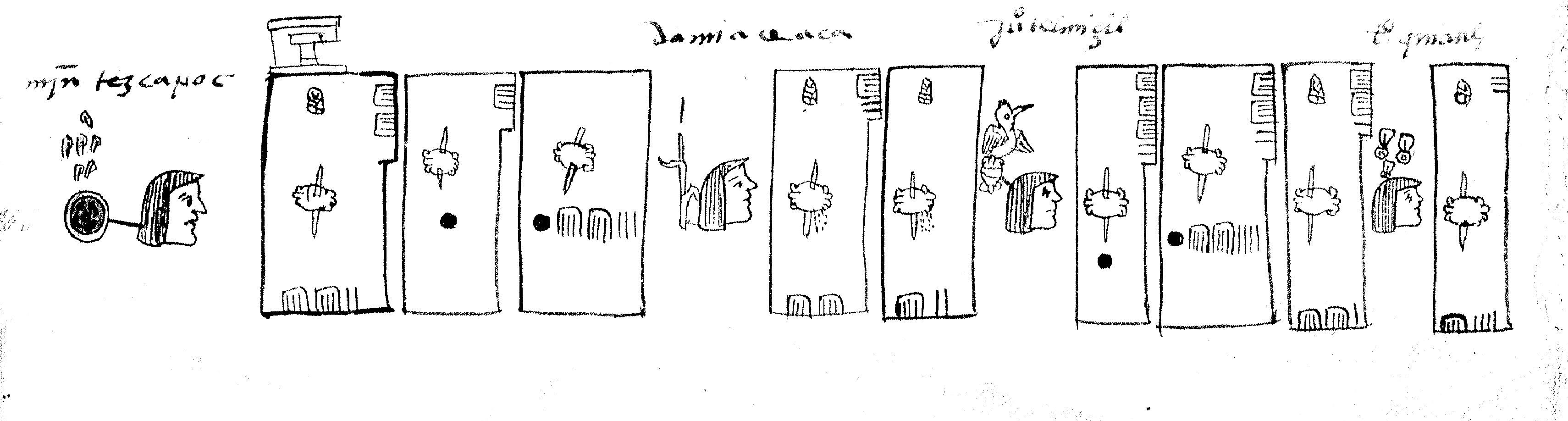
Tlahuelmantli (códices de áreas) mostrando áreas de terrenos (símbolos alineados en el centro) por un Tlacuilo Acolhua-Mexica, glifos edafológicos (tipo de suelo) de Tezontle representados por un tetl (piedra) atravesado por un teconi (Uictli o coa)(Símbolos centrales en cada polígono), Códice Santa María Asunción

El Sistema Métrico Mexica es un sistema de unidades mesoamericano basado en diferentes unidades proporcionales entre sí por múltiplos o submúltiplos, este mide distancias, áreas, volúmenes y pesos entre otros. Los Tlacuilos eran los miembros de las naciones mesoamericanas que realizaban estas mediciones y las registraban en códices. Este sistema de medición era utilizado al menos en el territorio del Imperio Azteca. Las medidas de longitud estaban basadas principalmente en las longitudes del cuerpo humano (como en el Sistema anglosajón de unidades), y para la construcción de obras oficiales de ingeniería o religiosas se cree que se tenía una unidad patrón, la cual también pudiera haberse usado como regulador en las transacciones económicas.

## Clasificación de los símbolos de la escritura mexica

### Símbolos mímicos o figurativos o pictográficos

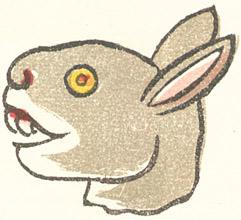
Símbolo mexica para conejo (tochtli).

Les han llamado también kiriológicos deriva de las palabras griegas kirios' propio y logos lenguaje. Representan simplemente el objeto, sin otra idea asociada. La figura de un hombre, de una casa, solo traen al entendimiento las ideas del hombre y de casa en general, sin relación de tiempo, de lugar , de nacionalidad, de uso, etc. Encontramos en esta sección todas las cosas conocidas por los nahuas.
I.	Algunos cuerpos celestes como citlalli estrella
II.	El hombre y la mujer, de diversas edades y condiciones
III.	Miembros aislados de los hombres y animales
IV.	Cuadrúpedos salvajes o domésticos
V.	Cuadrumanos
VI.	Reptiles u otra especie de animales
VII.	Aves diversas
VIII.	Peces
IX.	Ciertos insectos
X.	Árboles, plantas, flores, frutos, semillas y gomas
XI.	Prendas del vestido o adornos
XII.	Muebles, armas e insignias
XIII.	Utensilios
XIV.	Edificios y construcciones
XV.	Instrumentos musicales, de artes y de oficios.

### Símbolos tópicos o simbólicos
La diferencia entre estos y los signos mímicos o figurativos queda establecida por su propia naturaleza: el dibujo que representa un tochtli, como signo figurativo, no despierta otra idea que la del animal mismo y puede ser leído, digamos así, en todos los idiomas, ya que quien quiera que le mire pronunciara en la lengua que hable, conejo. No sucede lo mismo con los caracteres simbólicos; la figura convencional no trae a la mente idea ninguna, hasta que se le atribuya alguna semejanza más o menos remota con un objeto conocido, y entonces significara lo que bien le parezca al observador: el sentido verdadero solo le alcanza a quien sabe el valor convencional. Es decir, para leer un carácter simbólico es preciso saber y aceptar el significado que el inventor pudo darle.

### Símbolos enigmáticos o ideográficos
Son dibujos naturales representativos de ideas, intenta reproducir por signos las acciones y pasiones, las cosas abstractas. Los pueblos antiguos expresaron por signos escritos dios, alma y las de las humanas pasiones; pero estos signos eran arbitrarios y en cierto modo fruto de convenciones, aunque provenidos de analogías más o menos verdaderas entre el mundo físico y el moral; así el león se tomó para expresar la idea de fuerza. La dificultad de representar objetos como el agua, el aire y sobre todo las ideas abstractas, como movimiento y dirección, solo pudo vencerse al inventar una figura convencional que por sí sola represente aquel objeto o idea, y que unida con otros de la misma clase o entrando en combinación con algunos signos figurativos, representaba no solo un objeto, sino un pensamiento entero. Así los mexicanos con el signo ollin que significa movimiento, colocado sobre el símbolo representativo de la tierra, expresaban exactamente la idea de terremoto. Los caracteres enigmáticos e ideográficos, por su naturaleza son también simbólicos: la diferencia entre ambos consiste en que los primeros representan ideas, los segundos objetos materiales de forma indeterminada. Tomaron origen de diversas fuentes.
I. Sinécdoque, pintando la parte por el todo. Un ejemplo de carácter enigmático por sinécdoque se encuentra en el códice Mendoza. Se compone de un chimalli escudo, debajo del cual se asoma un manojo de flechas, mitl; los caracteres mímicos, de que está compuesto el grupo jeroglífico expresan las ideas de guerra y batalla; si se unen los sonidos arrojados por la pintura obtendríamos mitl chimalli, metáfora que en lengua mexicana quiere decir: guerra, batalla; el grupo no solo es ideográfico sino hasta fonético.

II. Metonimia, 

Tlaloc2

no es en sí un tipo de lectura sino un recurso para la memoria solo legible entre los creadores de ese recurso, es decir se representa una idea que a su vez sugiere otra, por ejemplo, para los primeros cristianos el símbolo pez representaba a Cristo, es decir, estos símbolos son un auxiliar para la memoria de quienes conocen el significado de dichos símbolos. A esta clase pertenecen el ciclo expresado por los maderos que servían para encender el fuego nuevo, el año simbolizado por la hierba, la idea dios expresada por el símbolo del sol; los útiles de la pintura tomados para representar la escritura y al pintor.

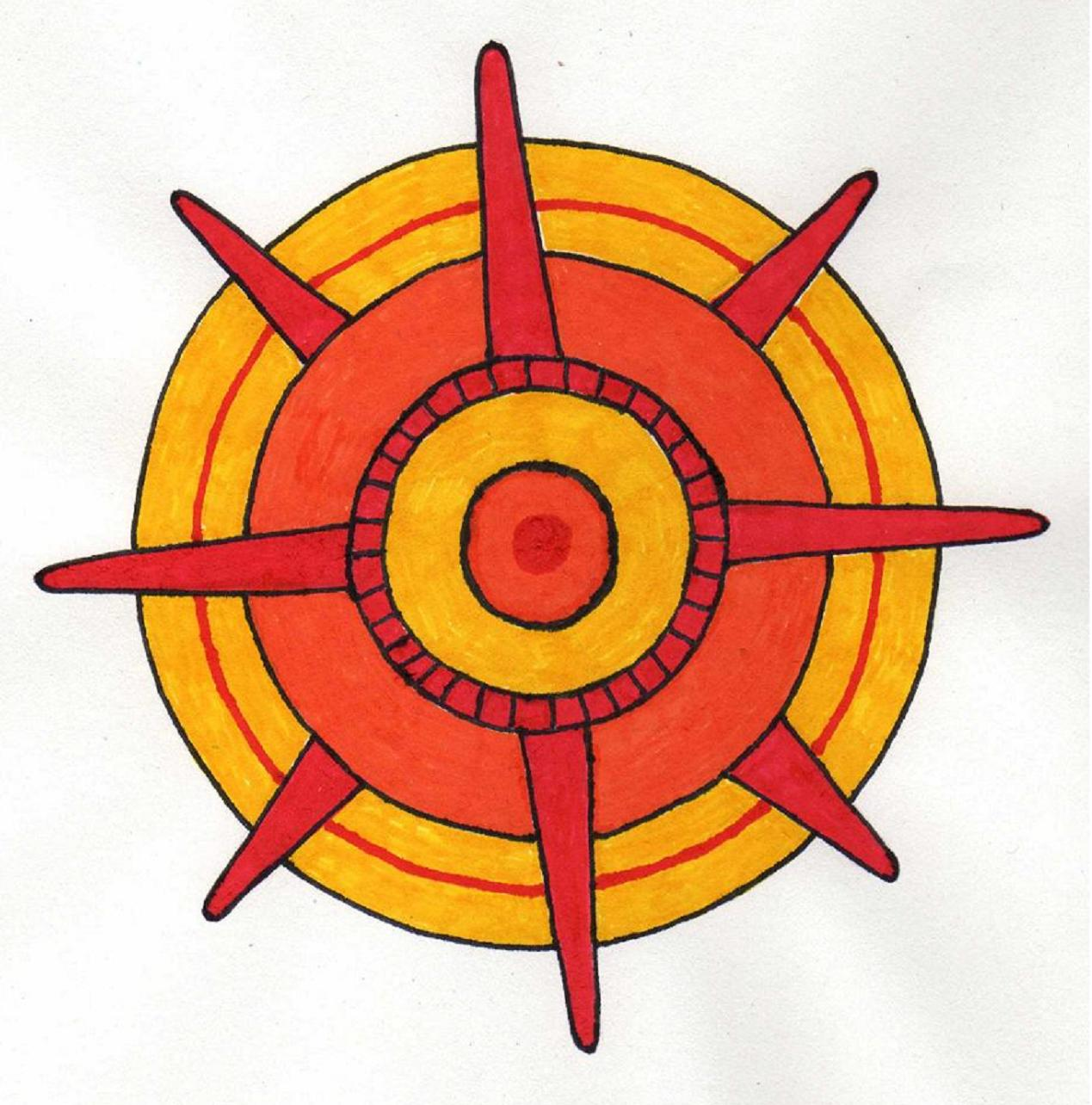
Tonatiuh Sol

III. Metáfora, adoptando generalmente un carácter simbólico para expresar la idea, por medio de semejanzas perceptibles las unas, arbitrarias o supuestas las otras entre el signo y la idea concebida. Así el tigre, ocelotl y el águila cuauhtli, significan valor y los guerreros distinguidos en el ejército; el símbolo xihuitl responde a la idea de cosa preciosa; las plumas quetzalli dicen cosa fina.
IV. Enigmas, empleando para representar la idea de una figura fantástica a veces, de pura convención siempre, que no tiene semejanza en la naturaleza sino de muy remoto y que presenta la idea de traída de muy lejos. Tales son el símbolo del dios Tlaloc diciendo
lluvia y el buen tiempo, y la generalidad de las figuras mitológicas.

### Símbolos fonéticos
Representan sonidos o pronunciaciones. Los caracteres empleados han perdido toda relación o asociación mental con los objetos representados y únicamente denotan sonidos, no representan imágenes ni ideas. Esta forma de escritura se empleó principalmente para representar nombres de personas y lugares. A pesar de la escasez de códices que se salvaron de la destrucción llevada a cabo por los conquistadores, es posible formular algunos principios generales sobre este modo de escritura.
I. Sabemos con certeza que los nahua desarrollaron un sistema de glifos para representar fonéticamente numerosas sílabas y algunas letras atl(a) etl (e) ohtli(o).
II. Esos glifos fonéticos, silábicos y alfabéticos se derivan como sucedió en la escritura fonética de otras culturas de la representación estilizada de diversos objetos cuyo nombre comenzaba por el sonido que se pretendía simbolizar.
III. La escritura fonética náhuatl llegó a poseer plenamente caracterizados con unos cuantos rasgos:
A) Glifos silábicos en general
B) Glifos monosilábicos que representan prefijos o sufijos, te (referencia a alguien o algunos) -tlan (locativo) etc.
C) Glifos que representaban letras concretamente la a como resultado de la estilización del glifo atl (agua) la e del glifo etl (frijol) y la o de ohtli (camino).
De la combinación de todos los tipos de escritura mencionados los nahuas podían escribir y representar todos los nombres conocidos por ellos.

### Símbolos de adaptación fonética de lenguas extranjeras
La escritura mexica era capaz de escribir vocablos no existentes provenientes de otras lenguas por medio de la adaptación de estos sonidos a las sílabas existentes en la lengua mexica en una forma similar a la Escritura japonesa, el cual también está basado en un sistema silábico. Un ejemplo el cual se repite en muchos documentos y códices coloniales es el símbolo compuesto para la frase "Padre nuestro" transliterada a la escritura silábica mexica como "Pantli-nochtli".

Símbolos para vocablos extranjeros
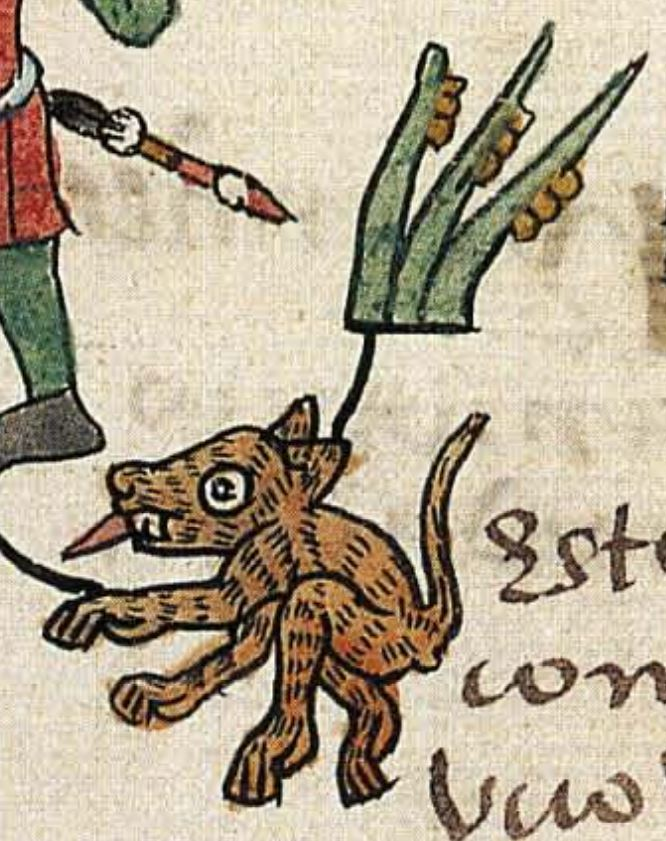
Escritura fonética mexica del nombre del virrey Antonio de Mendoza; metl (agave) + tosan (topo) : Mendoza
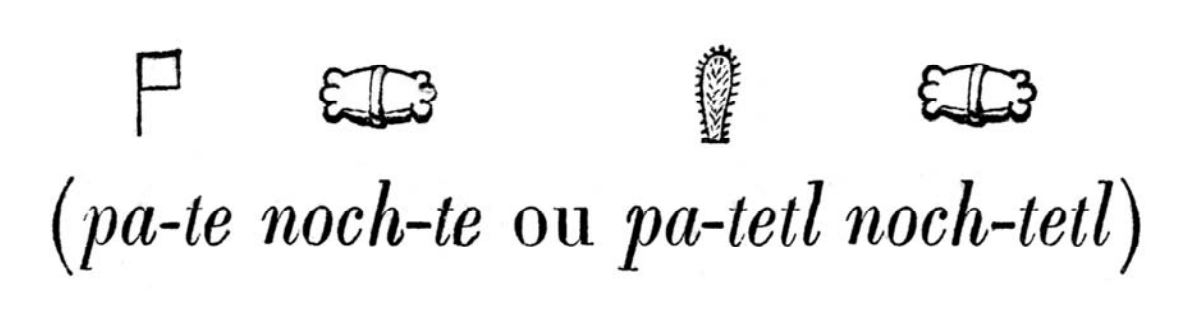
Escritura fonética mexica de la palabra "pater noster" (padre nuestro) de acuerdo a Joseph Aubin en su obra "Mémoires sur la peinture didactique et l’écriture figurative des anciens Mexicains" 1885. Pantli (bandera) + nochtli (tuna) : pater noster